# Закон за имиграцията (1918)
Законът за имиграцията на Съединените щати от 1918 г. (гл. 186, 40 Стат. 1012) е приет на 16 октомври 1918 г. Той е известен също като Закона на Дилингам-Хардуик. Има за цел да коригира това, което администрацията на президента Удроу Уилсън смята за недостатъци в предишните закони, за да позволи на правителството да депортира нежелани чужденци, по-специално анархисти, комунисти, профсъюзни и подобни активисти.

## Заден план
По време на Първата световна война служители на Министерството на правосъдието са разочаровани в опитите си да потиснат анархистката дейност поради неспособността си да получат присъди дори на самозвани анархисти съгласно действащото законодателство, по-специално Закона за имиграцията от 1903 г. (известен също като Закон за изключване на анархистите ) и Закона за имиграцията от 1917 г. Американските власти в администрацията на президента Удроу Уилсън решиават, че най-добрата им възможност е да задържат и отстранят родени в чужбина анархисти, антивоенни протестиращи и членове на радикални профсъюзи като „Индустриалните работници на света“, от Съединените щати е в правомощията на Министерството на имиграцията да депортира лица под изключително широка дефиниция на анархизма. Те могат да използват административни процедури, които не изискват надлежен процес в съдилищата.
Работейки заедно, служители от Министерството на правосъдието и Бюрото по имиграцията изготвят законодателство, предназначено да коригира дефектите в действащото законодателство. Те дефинират анархизма достатъчно широко, за да обхванат всички форми на дейност, свързани с неговото застъпничество, включително членство или принадлежност към всяка организация или група, която се застъпва за противопоставяне на всички форми на организирано управление. Новото законодателство премахва защитата в предишния закон, че чужденци (лица без гражданство), които са пребивавали в Съединените щати повече от 5 години, не подлежат на депортиране. Законопроектът бързо е приет от Камарата на представителите. Докато чакат действието на Сената, представители на двете спонсориращи правителствени агенции провеждат срещи, за да разработят стратегия за справяне с „разпореждането със случаи на извънземни анархисти, някои от които са италиански анархисти, а други индустриални работници на света и работници от руския съюз, които сега са в очакване.“
Сенатор Уилям Бора от Айдахо е един от малкото противници, но той не е готов да се опита да предотврати гласуването. Сенатът прие законопроект, който включва допълнително наказание за всеки депортиран, който се върне в Съединените щати. Наказанието за това е 5 години лишаване от свобода, последвано от повторно депортиране.

## Определение за анархист
Законът разширява и доразвива краткото определение, намерено в Закона за изключване на анархистите 15 години по-рано, за да гласи:
- (а) извънземни, които са анархисти;
- (b) чужденци, които съветват, защитават или преподават, или които са членове на или са свързани с всяка организация, общество или група, която съветва, защитава или преподава опозиция на всяко организирано правителство;
- (c) чужденци, които вярват, съветват, защитават или преподават, или които са членове на или са свързани с всяка организация, асоциация, общество или група, която вярва в, съветва, защитава или учи:
  - (1) сваляне чрез сила или насилие на правителството на Съединените щати или на всички форми на закон, или
  - (2) задължението, необходимостта или уместността на незаконното нападение или убийство на офицер или офицери, или на конкретни лица, или на офицери като цяло, на правителството на Съединените щати или на всяко друго организирано правителство, поради негово или тяхното официален характер, или
  - (3) незаконното увреждане, нараняване или унищожаване на имущество, или
  - (4) саботаж;
- (d) чужденци, които пишат, публикуват или карат да бъдат написани или публикувани, или които съзнателно разпространяват, разпространяват, отпечатват или показват, или съзнателно причиняват да бъдат разпространявани, разпространявани, отпечатани или показвани, или съзнателно притежават за целта на тиражиране, разпространение, публикуване или показване на всякакви писмени или печатни материали, съветване, застъпничество или преподаване на опозиция на цялото правителство или съветване, застъпничество или преподаване:
  - (1) сваляне чрез сила или насилие на правителството на Съединените щати или на всички форми на закон, или
  - (2) задължението, необходимостта или уместността на незаконното нападение или убийство на служител или служители на правителството на Съединените щати или на което и да е друго правителство, или
  - (3) незаконното увреждане, нараняване или унищожаване на имущество, или
  - (4) саботаж;
- (e) чужденци, които са членове на или свързани с всяка организация, асоциация, общество или група, която пише, разпространява, разпространява, отпечатва, публикува или показва, или предизвиква писане, разпространение, разпространение, отпечатване, публикуване, или изложено, или което притежава за целите на разпространение, разпространение, публикуване или показване, всякакви писмени или печатни материали от характера в подраздел (d).

## Ефекти
През 1919 г. Ню Йорк Таймс съобщава, че през фискалната 1918 г. на двама анархисти е отказан достъп до САЩ, 37 са били депортирани, а 55 са очаквали депортиране. Таймс публикува редакционна статия, която противопоставя тези ниски числа със степента на обществено безпокойство в цялата страна от страна на активисти: „Изглежда е трудно да се намерят извънземни анархисти. И все пак тези в Съединените щати рядко практикуват дълго мълчание или укриване.“
Сред по-известните анархисти, депортирани съгласно закона, са Луиджи Галеани и няколко негови привърженици. Последователите на Галеани, известни като галеанисти, са отговорни за бомбардировъчна кампания, която ще продължи от 1914 до 1932 г. Тя достига своя връх в смъртоносните бомбардировъчни кампании от 1919 г. и бомбардировките на Уол Стрийт през 1920 г. Ема Голдман и Александър Беркман, и двамата местни чужденци, са били сред 250 чужденци, депортирани през 1919 г. съгласно закона. Те са осъдени заради насърчаването на мъже да се противопоставят на наборната регистрация и наборната служба.
След като повече от 4000 предполагаеми анархисти са арестувани за депортиране по силата на акта, Министерството на труда освобождава повечето от арестуваните. Изпълняващият длъжността министър на труда Луис Фрийланд Пост беше заплашен от импийчмънт заради констатациите на неговия отдел в полза на продължаване на пребиваването в САЩ на лица, обвинени в случаи на депортиране. Общо 556 души в крайна сметка са били депортирани съгласно Закона за имиграцията от 1918 г. Изключването на имигрантите анархисти е прекодифицирано със Закона за имиграцията и гражданството от 1952 г. До края на 20 век се смята, че заплахата е намаляла. Такива разпоредби са до голяма степен отменени от Закона за имиграцията от 1990 г. Настоящият имиграционен закон на САЩ не споменава изрично анархистите, но на анархистите все още им е забранено да стават граждани на САЩ.